# حسن سلامة (ثورة 1936)
حسن سلامة أحد قادة الجماعات المسلحة العربية الذين قاتلوا ضد الصهاينة والبريطانيين خلال الثورة العربية في فلسطين 1936–1939.
حسن سلامه كان أحد قادة جيش الجهاد المقدس في حرب 1948، ولد في قرية قولة قضاء اللد عام 1912، اشترك في مظاهرات يافا الدامية عام 1933، وطاردته قوات الانتداب البريطاني فلجأ إلى القرى يدعو أهلها إلى الثورة.
يستمع لشرح حسن سلامة قائد المنطقة الغربية الوسطى بجيش الجهاد المقدس والصورة داخل ملجأ بمقر قيادته في بناية الرجاء قرب مدينة الرملة نشرت هذه الصورة بجريدة المصور المصرية يوم 12/1/1948

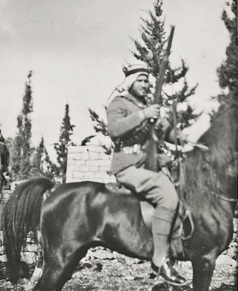
سلامة يمتطي خيله ومعه بندقية خلال ثورة 1936

كان حسن سلامة قائد قوات الفدائيين في منطقة الرملة ، شرق مدينة يافا. رافقه في النضال في معركة رأس العين التي استشهد فيها المناضل جمعة يوسف عبد الجليل (أبو يوسف) وفايز حسن سالم (أبو حسن) وعيسى عبد الفتاح عبد الهادي (أبو زياد). وقد اتخذ من قرية العباسية مركزا له، ساعده في ذلك من أهالي قرية العباسية محمود درويش و(حسين حماد).
خطط وقاد عدداً من المعارك الناجحة، وأصيب في رئته اليسرى، في معركة رأس العين شمال غرب القدس أثناء قيادته هجوماً مضاداً كاسحاً على مراكز قوات الهاغاناه في 31 مايو 1948، ونقل إلى المستشفى واستمر رجاله يقاتلون الأعداء حتى طردوهم من رأس العين، مات حسن سلامة يوم 2 يونيو 1948.